# Janisławiec (województwo pomorskie)
Janisławiec (kaszb. Jônisłòwc) – osada w Polsce, w województwie pomorskim, w powiecie lęborskim, w gminie Nowa Wieś Lęborska, w pobliżu linii kolejowej Lębork-Łeba i przy drodze wojewódzkiej nr 214. Wchodzi w skład sołectwa Garczegorze.
Do 2023 miejscowość była osadą wsi Garczegorze.
W latach 1975–1998 osada administracyjnie należała do województwa słupskiego.